# (712) Боливиана
(712) Боливиана (исп. Boliviana) — крупный астероид главного пояса. Открыт 19 марта 1911 года немецким астрономом Максом Вольфом в обсерватории Хайдельберг-Кёнигштуль в Германии и назван в честь южно-американского революционера Симона Боливара.

Орбита астероида Боливиана и его положение в Солнечной системе
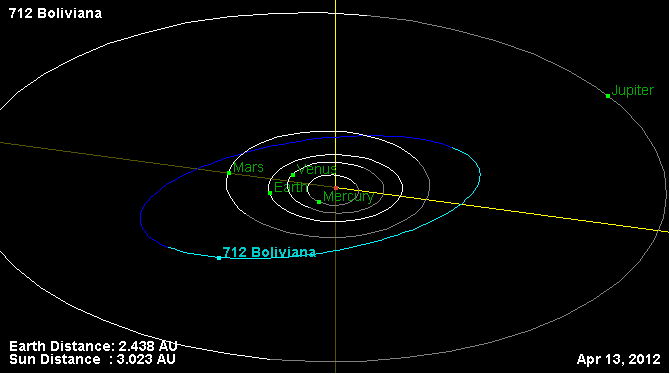
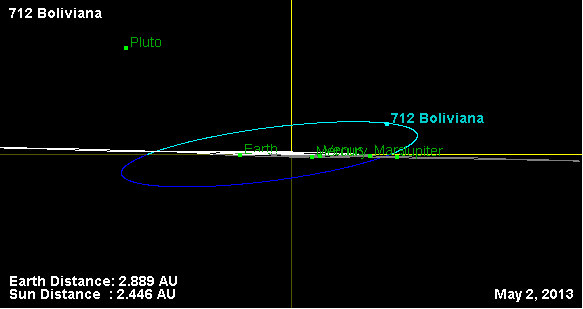